# 伊拉克國家奧林匹克委員會
伊拉克國家奧林匹克委員會（英語：National Olympic Committee of Iraq）是伊拉克的國家奧林匹克委員會。該組織成立於1948年，是國際奧委會和亞洲奧林匹克理事會的成員。同年，他們首度派員參加在英國倫敦舉行的夏季奧運會。
1979年，薩達姆政權建立，烏代掌管體育部和伊拉克奧林匹克委員會。為使運動員在國際比賽取得好成績，烏代會對未能取得理想成績的運動員施以虐待或投進監獄。這導致鮮有人願意投身為運動員。2003年，美國在佔領伊拉克後宣佈重組伊拉克奧林匹克委員會。
現時，伊拉克國家奧林匹克委員會的總部設在首都巴格達，主席是Raad Hammoodi Salman AL-DULAIMI。

## 資料來源
1. ↑  "伊拉克、前蘇聯對非金牌得主不只是冷遇" （页面存档备份，存于） 《中國評論月刊》 2012 8 3
2. ↑   (PDF).   [2014-01-30]. （原始内容存档 (PDF)于2004-07-01）.

## 外部連結
- 官方網頁 （页面存档备份，存于）